# Lipocosma polingi
Lipocosma polingi là một loài bướm đêm trong họ Crambidae.